# Charles-Philibert-Marie-Gaston de Lévis-Mirepoix
Pour les autres membres de la famille, voir Maison de Lévis.
Charles-Philibert-Marie-Gaston de Lévis, comte de Mirepoix (9 novembre 1753 à Saint-Martin-d'Estréaux - 27 mai 1794 à Paris) est un général et homme politique français.

## Biographie
Il naît au château de Châteaumorand, dans la famille de sa mère. Par son père comme par sa mère, il est issu de la Maison de Lévis : il est le fils de Louis Marie François Gaston de Lévis, marquis de Léran et de Mirepoix, seigneur de Lagarde, brigadier des armées du Roi, mort en émigration, et de Catherine Agnès de Lévis, sa cousine, dame de Châteaumorand.
Il suit la carrière des armes : en 1770, il est sous-lieutenant au régiment mestre de camp général cavalerie, en 1772 capitaine au régiment de Jarnac-dragons. Il obtient successivement les grades de mestre de camp, lieutenant en second du régiment colonel général infanterie le 1er mars 1778, colonel du régiment du Maréchal de Turenne en 1784 et maréchal de camp le 1er mars 1791.
Il  est élu, le 14 mai 1789, par la noblesse de la ville de Paris, député suppléant aux États généraux, le 9e sur dix. Son cahier exige le vote par ordre.
Avec son beau-père et ses cousins Marc Antoine de Lévis Lugny et Pierre Marc Gaston de Lévis, il siège parmi les partisans de l'Ancien Régime. Il donna son opinion sur le choix des membres du comité des rapports et vota la conservation des banalités conventionnelles.
Il se prononce contre la suppression des titres, pour la religion catholique comme religion d'Etat, contre l'abolition de la noblesse, contre les assignats et contre le rattachement d'Avignon et du comtat Venaissin. En septembre 1791, il se prononce contre la constitution.
Pendant la Terreur, il n'émigre pas, contrairement à son père. Arrêté et incarcéré, il est condamné à mort et périt sur l'échafaud le 27 mai 1794.

### Distinction
- Chevalier de l'ordre royal et militaire de Saint-Louis

### Mariage et descendance
Il épouse en 1777 Alexandrine Marie Julie Félicité de Montboissier Beaufort Canillac (Fort Saint Pierre, Martinique, 15 décembre 1764 - Paris, 8 juin 1807), unique enfant de Philippe-Claude de Montboissier-Beaufort-Canillac, marquis de Montboissier, lieutenant-général des armées du Roi, député aux Etats-généraux de 1789, et de Françoise Alexandrine Camille de Rochechouart, sa seconde épouse. Tous deux ont quatre enfants :
- Camille de Lévis (Paris, 23 décembre 1779 - Freyr, Belgique, 19 juillet 1838), mariée en 1797 avec Charles Mouchet de Battefort, marquis de Laubespin (1764-1849), dont postérité ;
- Adélaïde de Lévis (Paris, 27 janvier 1783 - Paris, 30 décembre 1860), mariée en 1803 avec Gaspard Claude François, comte de Vichy, puis en 1806 avec Théodore Gaspard Louis de Roncherolles, marquis de Pont Saint Pierre, colonel d'infanterie, chevalier de la légion d'honneur (1784-1839), dont postérité ;
- Léopold de Lévis (Paris, 5 mars 1787 - Clermont-Ferrand, 22 septembre 1804) ;

- Athanase-Gustave-Charles-Marie de Lévis-Mirepoix (Aix la chapelle, 27 mars 1792 - Paris, 7 juin 1851), marié en 1813 avec Amable Blanche de Bérulle, puis en 1817 avec Charlotte Adélaïde de Montmorency Laval (1798-1872), dont postérité[2].

### Sources
- « Charles-Philibert-Marie-Gaston de Lévis-Mirepoix », dans Adolphe Robert et Gaston Cougny, Dictionnaire des parlementaires français, Edgar Bourloton, 1889-1891 [détail de l’édition]